# Симеон (Минихофер)
Епи́скоп Симеон (нем. Bischof Simeon, в миру Рихард Гельмут Клеменс Кириллус Минихофер-Виндиш нем. Richard Helmut Clemens Kyrillus Symeon Minihofer-Windisch; род. ?, Вена, Австрия) — епископ неканонической Черногорской православной церкви, экзарх Центральной Европы; с 1986 по 2006 годы епископ неканонической старостильной греческой юрисдикции «Синод противостоящих», епископ Лакедаимонийский, экзарх Австрии. В 2018 году титул изменён на архиепископа Которского и Приморского.

## Биография
Родился католической семье в Вене, в Австрии. Изучал экономику и богословие.
15 октября 1978 года в Риме был рукоположен в сан епископа в юрисдикции Американской православной католической церкви. Хиротонию совершили епископы Джузеппе Паце, Оскар Фернандес, Игнацо Пиетробурго и Витторио Франческоне.
В 1983 году он был избран патриархом с именем Кирилл в Автономном католическо-православном патриархате Америки и служил в качестве Представителя этой структуры в Швейцарии, Австрии и Германии. В 1985 году покинул юрисдикцию Американской православной католической церкви и через крещение присоединился к греческому старостильному «Синоду противостоящих», где был пострижен в монашество с именем Симеон и последовательно рукоположён в сан иеродиакона и иеромонаха.
28 ноября (10) декабря 1986 года митрополитом Киприаном (Куцумбасом) рукоположен в титулярного епископа Лампсакского, викария Оропосской и Филийской митрополии. Позднее присвоен титул епископа Лакедаимонийского, экзарха Вены и Австрии.
4 (17) октября 2006 года на своём заседании «Синод противостоящих» констатировал отпадение епископа Симеона от ИПЦ Греции и уволил его из состава членов Синода.
С 2006 года работает в Министерстве внутренних дел Австрии, где занимается делами беженцев.
В 2007 году вошёл в юрисдикцию Черногорской православной церкви, где назначен экзархом для Центральной Европы (Австрия, Словакия и Лихтенштейн).
С 2018 года — архиепископ Которский и Приморский.